# Chromatoiulus leukadius
Chromatoiulus leukadius är en mångfotingart som beskrevs av Carl Graf Attems. Chromatoiulus leukadius ingår i släktet Chromatoiulus och familjen kejsardubbelfotingar. Inga underarter finns listade i Catalogue of Life.